# Aeroportul Internațional Lokpriya Gopinath Bordoloi
Aeroportul Internațional Lokpriya Gopinath Bordoloi (IATA: GAU, ICAO: VEGT) este un aeroport din Guwahati, Kamrup Metropolitan district⁠(d), Lower Assam division⁠(d), Assam, India ce deservește zona Guwahati. Aeroportul a fost tranzitat în decembrie 2022 de 474.624 de pasageri. A fost numit după Gopinath Bordoloi⁠(d).
Situat la o altitudine de 49 m, aeroportul dispune de o singură pistă. Este operat de Airports Authority of India⁠(d).